# محسن‌آباد (طالقان)
محسن‌آباد روستایی از شهرستان طالقان در استان البرز ایران است. ساکنین روستای محسن‌آباد به زبان تاتی صحبت می‌کنند.

## جمعیت
این روستا در بخش بالاطالقان قرار دارد و براساس سرشماری مرکز آمار ایران در سال ۱۳۸۵، جمعیت آن ۷۹ نفر (۲۱خانوار) بوده‌است.